# Sotirios Krokidas
Sotirios Krokidas (en griego: Σωτήριος Κροκιδάς) (1852-1924) era un  político griego. Era profesor de derecho en la Universidad de Atenas. Fue brevemente primer ministro de Grecia de septiembre a noviembre de 1922.
- Datos: Q1243870
- Multimedia: Sotirios Krokidas / Q1243870